# В стране ловушек
«В стране ловушек» — советский мультипликационно-игровой фильм, созданный на студии ТО «Экран» в 1975 году по мотивам произведения Юлии Ивановой «Лунные часы».

Состоит из четырёх серий, которые затем были перемонтированы в 1978 году в единый полнометражный фильм.

## Сюжет
Однажды октябрята Олег Качалкин и Василиса Петрова знакомятся с застрявшим в лифте добрым стариком-волшебником. Не поверив в то, что волшебство всё же существует, девочка просит у волшебника доказательств. Тот, в свою очередь, принимает вызов и отправляет её в волшебную страну, но по ошибке это оказывается Страна Ловушек, ужасная и опасная. Но вернуть Петрову, как и любого человека, никакому волшебнику оттуда не под силу. Если девочка сама не отыщет в сказочном лесу на протяжении 60 сказочных лет, равных шестидесяти земным минутам, Книгу Мудрости, она никогда не сможет вернуться домой. Тогда Олег, вызвавшись помочь однокласснице, с помощью волшебника тоже отправляется в сказочную страну. Сам же волшебник, оставшийся в комнате ждать возвращения ребят и следящий за их похождениями по телевизору, вынужден  периодически превращаться то в Олега, то в Василису, чтобы взрослые его не раскрыли и не заподозрили пропажу детей.
На пути поисков Книги Мудрости ребят в Стране Ловушек на каждом шагу поджидает какая-нибудь опасность, соблазн или ловушка, способные отвести их от правильного пути или вообще заставить потерять человеческий облик. Но страх над детьми не властен. Отважность и подаренная волшебником магическая дудка-побудка помогает им твёрдо идти к своей назначенной цели.

## Список серий
Мультипликационный фильм, включающий также телесъёмки с участием актёров, состоит из 4 серий, которые были перемонтированы в единый полнометражный мультфильм в 1978 году. Обе версии, оригинальная и перемонтированная, существуют в доступе для зрителей. Также существует телевизионная укороченная версия, показанная на российском телеканале «Культура». Список серий:
1. «Вот и не верь волшебникам»;
2. «Из огня да в полымя»;
3. «В плену вещей»;
4. «Книга мудрости».

## Музыка и песни
Текст песен к мультфильму написал знаменитый поэт Игорь Шаферан. По заказу Министерства культуры СССР фирма «Мелодия» выпустила на пластинке песни из данного мультфильма под авторством Михаила Зива.

## Съёмочная группа
- Автор сценария: Юлия Иванова
- Режиссёр: Кирилл Малянтович
- Оператор: Иосиф Голомб
- Художник-постановщик: Вячеслав Назарук
- Композитор: Михаил Зив
- Текст песен: Игоря Шаферана
- Звукооператор: В. Силаев
- Монтаж: Светлана Симухина
- Редактор: Александр Тимофеевский
- Директор: А. Квашнин
- Мультипликаторы: Алла Гришко, Мария Карпинская, Кирилл Малянтович, Татьяна Молодова
- Куклы и декорации изготовили: Маргарита Богатская, Елена Гагарина, Анатолий Кузнецов, Елена Покровская, Виктор Слетков, Р. Федин, Борис Караваев, Геннадий Богачёв, Н. Колтунова, Людмила Насонова, Александра Мулюкина, Нина Пантелеева
- Над фильмом работали: Владимир Шафранюк, Ольга Киселёва (в титрах  указан как И. Киселёва), Олег Кузнецов
- Роли исполняли:
  - Аркадий Маркин — Олег Качалкин (озвучила Маргарита Корабельникова)
  - Ирина Шилкина — Василиса Петрова (озвучила Ольга Громова)
  - Сергей Мартинсон — Волшебник
  - Татьяна Пельтцер — Бабушка
  - Наталья Крачковская — Мама
  - Рогволд Суховерко — Самсон Силыч
- Роли озвучивали:
  - Всеволод Абдулов — эпизодические роли / исполнение песен
  - Юрий Комиссаров — Страх (1-я серия)
  - Вера Алтайская — Тоска зелёная (1-я серия)
  - Олег Анофриев — Суховодов / эпизодические роли (2 и 3 серии) / Страх (1-я серия, вокал)
  - Вячеслав Невинный — Тит (2-я серия)
  - Рогволд Суховерко — Сивый мерин / автомобиль / стражники (2-4 серии)
  - Галина Иванова — Матушка Лень (2-я серия)
  - Юлия Бурыгина
  - Светлана Харлап — Дурочка из переулочка / «заблудившийся в трёх соснах» (4-я серия)
  - Владимир Александров
  - Татьяна Кузина

## Издания на видео
- До середины 1990-х мультфильм выпускался на VHS в сборнике лучших советских мультфильмов Studio PRO Video. В 2006 году выпущен на DVD в сборнике мультфильмов «В стране ловушек»[1].